# Rafel Mòger
Rafael Mòger (Mallorca, segle XV — Mallorca, segle XV) fou un pintor, actiu entre el 1458 i el 1486 i influït per Pere Niçard. És autor del retaule de Santa Praxedis, Sant Vital i Sant Jordi (a l'Almudaina) i de la Mare de Déu i l'Infant (1479, a l'església parroquial de Selva).